# Phelipara marmorata
Phelipara marmorata är en skalbaggsart som beskrevs av Francis Polkinghorne Pascoe 1866. Phelipara marmorata ingår i släktet Phelipara och familjen långhorningar.
Artens utbredningsområde är Laos. Inga underarter finns listade i Catalogue of Life.